# Planor Colditz
Planorul Colditz, de asemenea „Colditz Cock” (din engleză Cock, ro: cocoș), a fost un planor construit de către  prizonierii de război, care avea să servească drept mijloc de evadare din închisoarea aflată în Castelul Colditz, în anul 1945.
Planorul nu a zburat niciodată, închisoarea fiind eliberată înainte de încercarea de evadare.

## Preambul
După executarea de către germanii a 50 de prizonieri de război care au luat parte la planul de evadare din lagărul Stalag Luft III, poveste înfățișată în filmul Marea evadare (1963), comandamentul aliaților a început să descurajeze alte încercări de evadare, totuși planul de construcție a unui planor a fost acceptat, doar ca să se păstreze moralul și motivația prizonierilor. Ideea inițială de a construi un planor ca mijloc de evadare a fost dată de locotenentul Tony Rolt. Rolt, un prizonier la castel, care nici măcar nu era aviator, a observat că acoperișul unei părți a castelului era complet în afara vederii gărzilor germane. Și-a dat seama că acoperișul va fi punctul perfect de lansare pentru un planor, loc care era suficient de înalt pentru a-și lua zborul și să traverseze râul Mulde care se află la 60 de metri de castel, de unde să poată fugi în siguranță.

## Construcție
Planorul a fost asamblat de Bill Goldfinch și Jack Best într-o parte bine camuflată a mansardei de deasupra capelei, separată cu un perete despărțitor. Întrucât germanii căutau tuneluri și nu presupuneau existența unui atelier secret sub acoperiș, constructorii s-au simțit în siguranță. Chiar și așa, au pus observatori și un sistem de avertizare electrică pentru a preveni depistarea lor.
Planorul s-a construit încet, din bucăți de lemn șterpelite din lagăr. Lonjeroanele aripilor au fost făcute din scânduri de podea, sute de nervuri din șipcile de sub saltele. Cablurile de la  telefoane de campanie, au fost utilizate pentru comenzile planorului. 
Prizonierul galez Lorne Welch, care era expert în planoare, a verificat diagramele de aerodinamică și portanță, cât și calculele făcute de Goldfinch. Planorul construit era un aparat ușor cu două locuri tandem, cu aripă înaltă. Anvergura era de 9,75 m, iar lungimea de 6 m.
Împânzirea aripilor și al fuzelajului s-a făcut din huse de plapumă din bumbac, folosite în închisoare. Pentru impermeabilizarea acestuia, s-a folosit ciriș fiert din mei, luat din rațiile prizonierilor. Cu astfel de materialele utilizate s-a realizat o greutate de construcție de 109 kilograme. Cu toate acestea, abia după eliberarea Colditzului, planorul a fost asamblat pentru a fi fotografiat de trupele americane.

## Decolarea

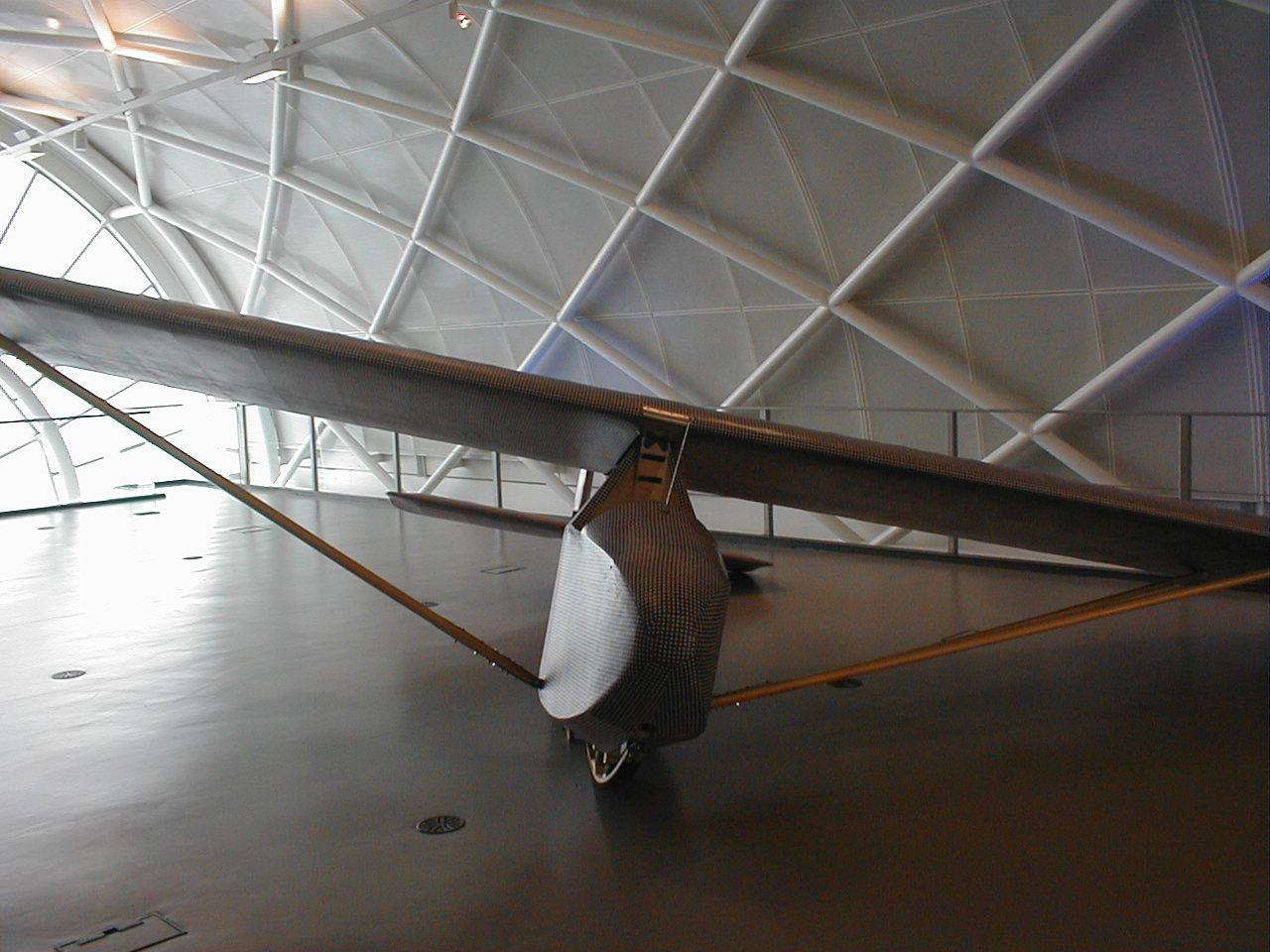
Replica planorului Colditz în Imperial War Museum din Londra

Având în vedere sfârșitul războiului care se aștepta să se întâmple cât de curând, prizonierii au planificat ca startul periculos al planorului, să aibă loc doar în caz de extremă urgență, cum ar fi fost preluarea lagărului de către trupele SS.
Decolarea trebuia să aibă loc ca o lansare catapultată cu un sistem de cabluri pe o rampă formată din mese montate pe acoperișul capelei castelului. O cadă metalică complet încărcată cu greutăți, care cădea de-a lungul peretelui exterior, trebuia să garanteze accelerația necesară de a ajunge la viteza de 50 km / h, pentru decolare. 
O replică a planorului Colditz a fost construită în anul 2000, pentru documentarul TV Escape from Colditz, pentru postul de televiziune Canalul 4 (Marea Britanie). Sub ochii veteranilor de la Colditz, Jack Best și Bill Goldfinch, planorul a zburat cu succes de la prima încercare de decolare. În prezent este expus la Imperial War Museum din Londra.

## Date tehnice
Caracteristici generale 
- Echipaj: 2 (pentru evadarea a doi prizonieri de război)
- Lungime: 6,1 metri
- Anvergura: 9,75 metri
- Alungirea aripi: 6,4
- Tren de aterizare: o talpă principală (patină)
- Fără voleți sau frâne aerodinamice
- Profilul aripii:  Clark Y-H. Aripă din două piese, sprijinită de câte doi montanți
- Greutate gol: 108,86 kg
- Greutate cu echipaj: 254,02 kg

Performanțe
- Viteza de angajare: 50 km/h
- Finețe: 12: 1 kg/m²
- Încărcătura pe suprafață: 16,84 kg/m²

Date tehnice din cartea British Gliders and Sailplanes de Norman Ellison (1971)